# Hans Zickendraht

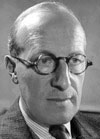
Hans Zickendraht

Hans Heinrich Zickendraht (* 28. Dezember 1881 in Basel; † 3. Juni 1956 ebenda) war ein Schweizer Physiker und Radiopionier.

## Akademische Laufbahn
Hans Zickendraht wurde 1905 an der Universität Basel bei Eduard Hagenbach-Bischoff mit einer Arbeit auf dem Gebiet der Aerodynamik promoviert. Von 1915 bis 1951 war er Professor für Physik in Basel.

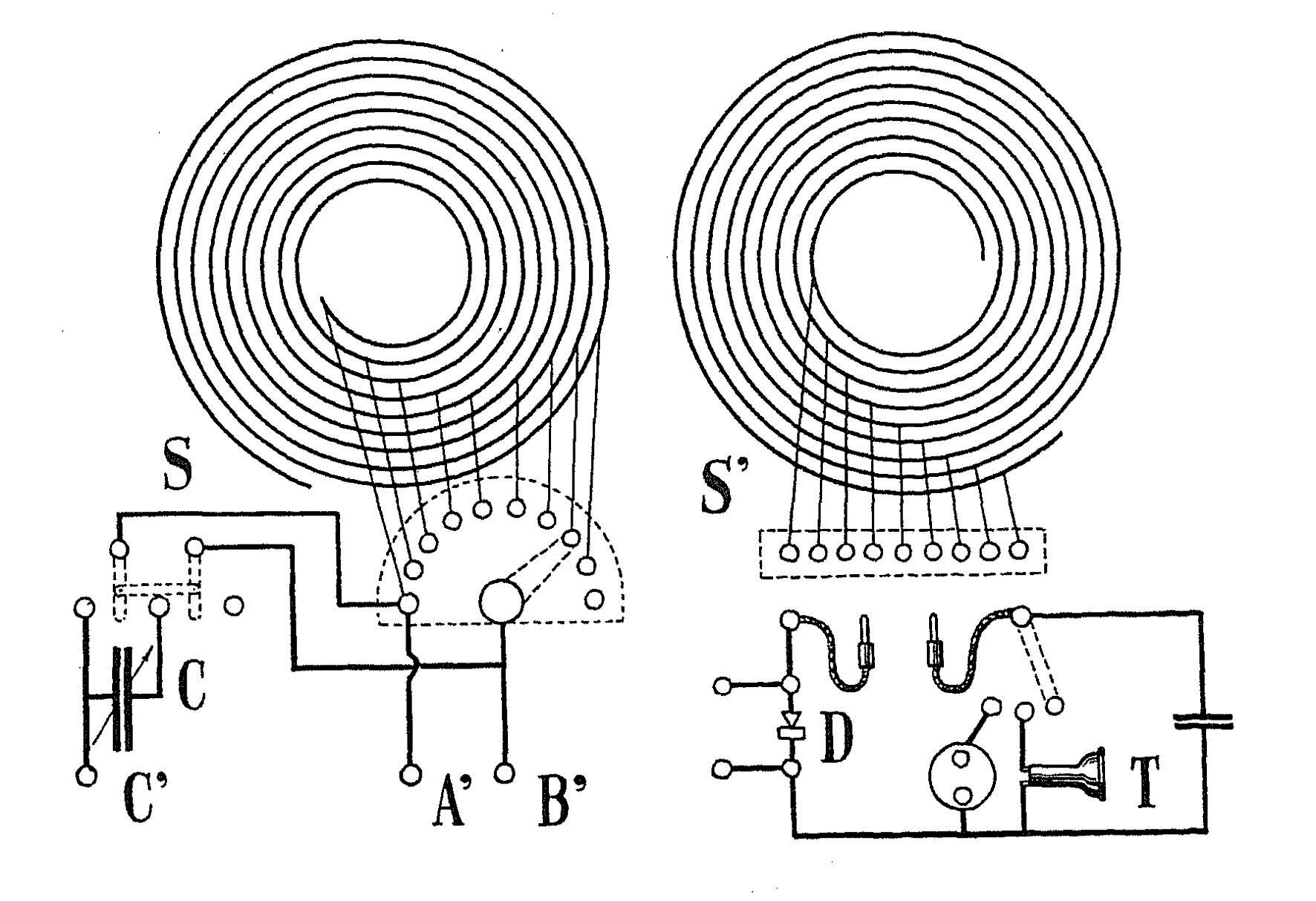
Radioempfänger von Zickendraht (1914)

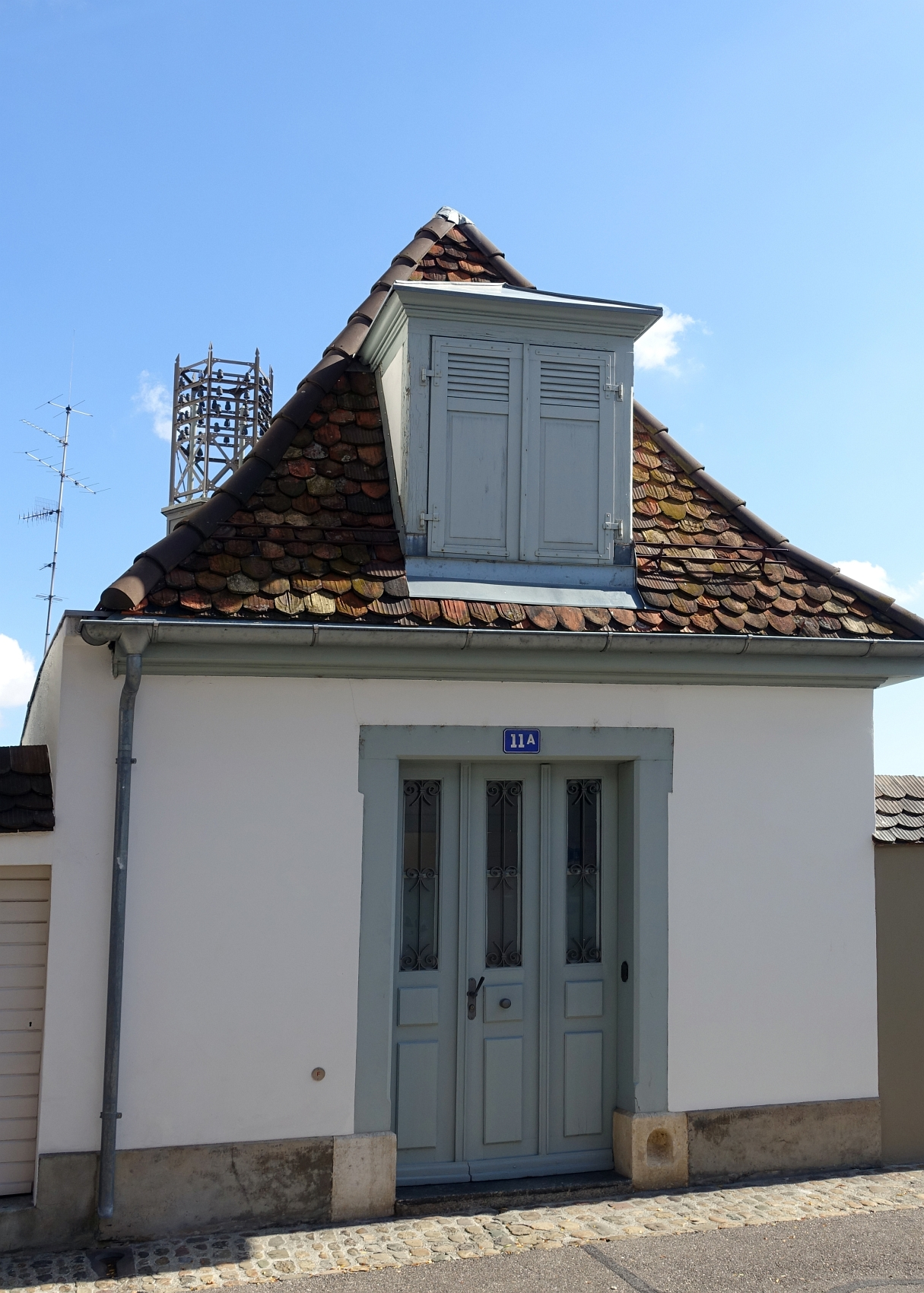
Sendeanlage, Nadelberg 11a

Im Jahr 1913 errichtete er zusammen mit Henri Veillon am Nadelberg 11a in Basel eine Sendeanlage. Eine rund 100 Meter lange Radioantenne war zum Turm der nahen Peterskirche gespannt. Zwei Jahre später, während des Ersten Weltkriegs, erteilten die Militärbehörden die Erlaubnis zu Sendeversuchen vom Bernoullianum aus, wo sich damals die Physikalische Anstalt der Universität Basel befand. Im Jahr 1917 fertigte die Basler Glühlampenfabrik Elektronenröhren nach Vorgaben Zickendrahts. Vier Jahre später strahlte ein Sender beim neuen Zeughaus St. Jakob Signale aus, die in Neuenburg empfangen werden konnten. Als Austauschprofessor ging er 1927 ans King’s College London, 1918/19 war er Vizepräsident und 1919/1920 Präsident der Naturforschenden Gesellschaft in Basel.

## Öffentlicher Rundfunk
Im Jahr 1923 erfolgte vom Bernoullianum aus die erste Schweizer Rundfunksendung, zur Demonstration des Radioempfangs bei Besuchern der Mustermesse Basel.
Zickendraht war einer der Hauptinitiatoren der Gründung der Radio-Genossenschaft Basel, welche am 3. Februar 1926 erfolgte. Ihr Ziel war die Einrichtung eines öffentlichen lokalen Rundspruchdienstes in Basel. Wilhelm Meile, Direktor der Mustermesse, wurde zum ersten Präsidenten der Genossenschaft gewählt, und Hans Zickendraht zum ersten Vizepräsidenten. Die Genossenschaft, mittlerweile Radio- und Fernsehgenossenschaft Basel (RFB), ist weiterhin Eigentümerin des Radiostudios der Schweizerischen Radio- und Fernsehgesellschaft (SRG) im Quartier Bruderholz, wo heute das Programm DRS 2 produziert wird.

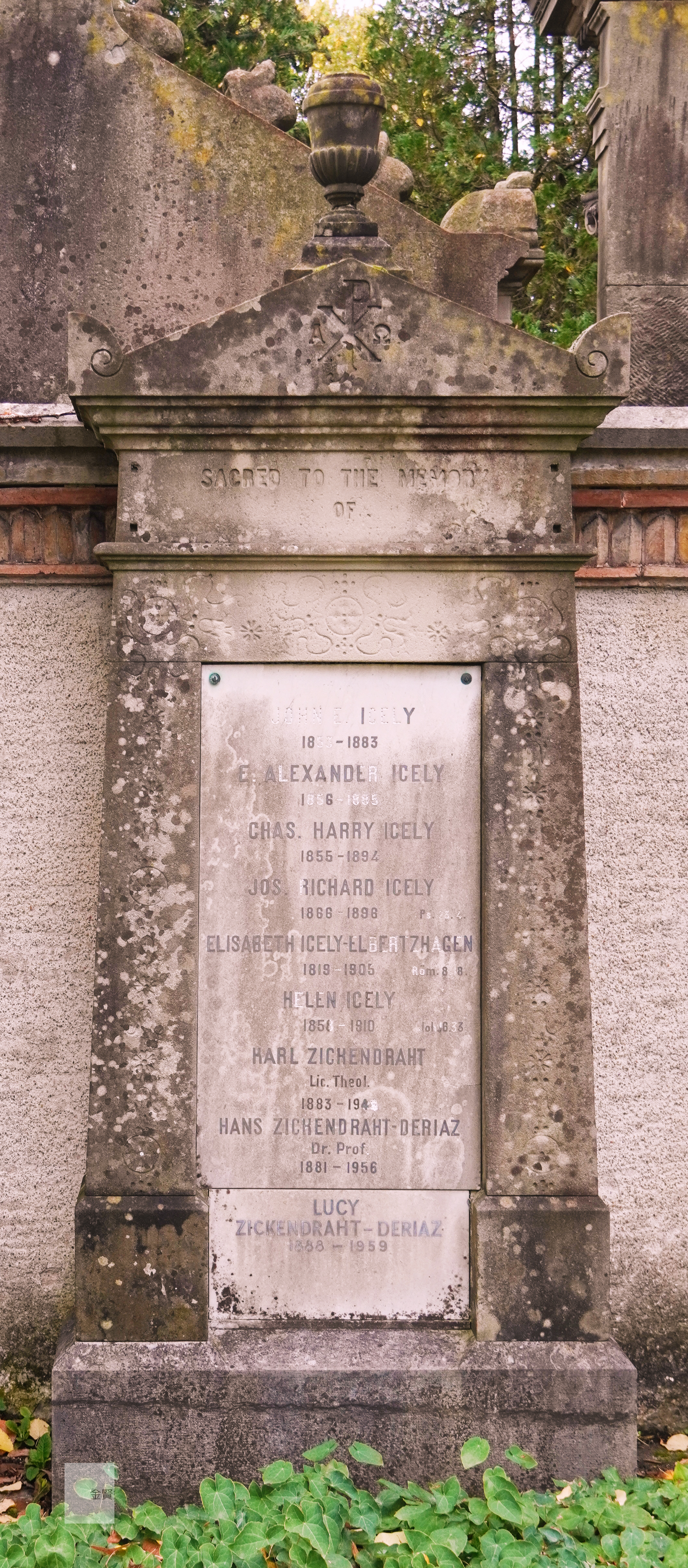
Gemeinsames Grab von Ingenieur John Icely und Physiker Hans Zickendraht auf dem Wolfgottesacker in Basel

Zickendraht war seit 1912 mit Lucy Deriaz (1888–1959) verheiratet. Sie wurden beide auf dem Wolfgottesacker in Basel bestattet.

## Werke
- Über die Fortpflanzungsgeschwindigkeit von Luftstössen in engen Röhren. Dissertation, Basel 1905 (Nachdruck: Kessinger Publishing, 2010, ISBN 978-1-160-03726-6; Nabu Press, 2010, ISBN 978-1-146-54037-7).
- Über eine universelle radiotelegraphische Empfangsanordnung. In: Verhandlungen der Schweizerischen Naturforschenden Gesellschaft, 1914, 120–121. Ausführliche Beschreibung und Abbildungen in: Verhandlungen der Naturforschenden Gesellschaft in Basel, 1914, 150–167.
- Radio in der Schweiz: Mit einer gemeinverständlichen Einführung in die Radiotechnik. Helbing & Lichtenhahn, Basel 1925 (Erstausgabe 1924).
- Die Versuchsradiostation der Universität Basel (Schweiz). In: Gedenkboek N.V.V.R. 1916 maart 1926. Nederlandsche Vereeniging voor Radiotelegrafie, 1926.